# دارسي روتا
دارسي روتا هو لاعب هوكي الجليد كندي، ولد في 16 فبراير 1953 في فانكوفر في كندا.

## وصلات خارجية
- دارسي روتا على موقع دوري الهوكي الوطني (الإنجليزية)
- دارسي روتا على موقع EliteProspects.com (الإنجليزية)
- دارسي روتا على موقع HockeyDB.com (الإنجليزية)
- دارسي روتا على موقع Hockey-Reference.com (الإنجليزية)
- دارسي روتا على موقع قاعة كولومبيا البريطانية للمشاهير الرياضية (الإنجليزية)